# Alfonso Silva
Alfonso Silva Placeres (ur. 19 marca 1926 w Las Palmas, zm. 16 lutego 2007 w Konstancji) – hiszpański piłkarz występujący podczas kariery na pozycji pomocnika.

## Kariera klubowa
Alfonso Silva piłkarską karierę rozpoczął w klubie Atlético Madryt w 1946. W Primera División zadebiutował 21 września 1941 w zremisowanym 1-1 meczu z Sevillą. Z Atlético dwukrotnie zdobył mistrzostwo Hiszpanii w 1950 i 1951. W 1956 powrócił na rodzinne Wyspy Kanaryjskie, gdzie został zawodnikiem UD Las Palmas, w którym 3 lata później zakończył karierę. Ostatni raz w lidze wystąpił 5 kwietnia 1959 w przegranym 0-2 meczu z Barceloną. Ogółem w lidze hiszpańskiej rozegrał 189 meczów, w których zdobył 45 bramek.
| Sezon   | Klub                     | Kraj      | Rozgrywki        | Mecze | Bramki |
| ------- | ------------------------ | --------- | ---------------- | ----- | ------ |
| 1946/47 | Atlético Aviación Madryt | Hiszpania | Primera División | 0     | 0      |
| 1947/48 | Atlético Madryt          | Hiszpania | Primera División | 20    | 10     |
| 1948/49 | Atlético Madryt          | Hiszpania | Primera División | 25    | 5      |
| 1949/50 | Atlético Madryt          | Hiszpania | Primera División | 19    | 2      |
| 1950/51 | Atlético Madryt          | Hiszpania | Primera División | 20    | 1      |
| 1951/52 | Atlético Madryt          | Hiszpania | Primera División | 22    | 2      |
| 1952/53 | Atlético Madryt          | Hiszpania | Primera División | 13    | 1      |
| 1953/54 | Atlético Madryt          | Hiszpania | Primera División | 19    | 9      |
| 1954/55 | Atlético Madryt          | Hiszpania | Primera División | 12    | 4      |
| 1955/56 | Atlético Madryt          | Hiszpania | Primera División | 4     | 0      |
| 1956/57 | UD Las Palmas            | Hiszpania | Primera División | 10    | 1      |
| 1957/58 | UD Las Palmas            | Hiszpania | Primera División | 9     | 5      |
| 1958/59 | UD Las Palmas            | Hiszpania | Primera División | 17    | 5      |

## Kariera reprezentacyjna
W reprezentacji Hiszpanii Alonso zadebiutował 2 stycznia 1949 w zremisowanym 1-1 towarzyskim meczu z Belgią. Był to udany debiut, gdyż Silva w 28 min. zdobył prowadzenie dla Hiszpanii. W 1950 został powołany do kadry na mistrzostwa świata. Na mundialu w Brazylii wystąpił tylko w ostatnim meczu - ze Szwecją. Ostatni raz w reprezentacji wystąpił 18 lutego 1951 w wygranym 6-3 towarzyskim meczu ze Szwajcarią.
| Mecze i gole w reprezentacji | Mecze i gole w reprezentacji | Mecze i gole w reprezentacji | Mecze i gole w reprezentacji | Mecze i gole w reprezentacji | Mecze i gole w reprezentacji | Mecze i gole w reprezentacji |
| #                            | Data                         | Miasto                       | Przeciwnik                   | Gol                          | Wynik                        | Rozgrywki                    |
| ---------------------------- | ---------------------------- | ---------------------------- | ---------------------------- | ---------------------------- | ---------------------------- | ---------------------------- |
| 1.                           | 02.01.1949                   | Barcelona                    | Belgia                       | Gol                          | 1:1                          | towarzyski                   |
| 2.                           | 20.03.1949                   | Lizbona                      | Portugalia                   |                              | 1:1                          | towarzyski                   |
| 3.                           | 27.03.1949                   | Madryt                       | Włochy                       |                              | 1:3                          | towarzyski                   |
| 4.                           | 16.07.1950                   | São Paulo                    | Szwecja                      |                              | 1:3                          | Mundial 1950                 |
| 5.                           | 18.02.1951                   | Madryt                       | Szwajcaria                   |                              | 6:3                          | towarzyski                   |